# Herb Turynu

Herb Turynu

Herb Turynu przedstawia wspiętego żółtego byka w błękitnym polu tarczy herbowej, ponad tarczą korona. Pierwszy opis herbu znajduje się w "Codice della Catena" z 1360 - dokumencie o charakterze statutu miasta. Pierwotne barwy herbu to czerwony byk w polu srebrnym. W 1867 barwy te zmieniono na obecnie obowiązujące. Wspięty byk symbolizuje niezłomność Turynu i jego mieszkańców.